# Saleem Sherwani (1962)
Saleem Sherwani (Vehari, 21 juni 1962) is een hockeyer uit Pakistan. 
Sherwani won met de Pakistaanse ploeg de gouden medaille tijdens het Wereldkampioenschap in het Indiase Bombay.
Twee jaar later tijdens de Olympische Spelen 1984 speelde Sherwani mee in drie groepswedstrijden. Sherwani won tijdens deze spelen met het Pakistaanse elftal de gouden medaille.

## Erelijst
- 1982 -  Wereldkampioenschap in Bombay
- 1984 –  Olympische Spelen in Los Angeles
- 1986 -  Champions Trophy in Karachi
- 1986 –  Aziatische Spelen in Seongnam